# Shaker Mahmoud
Shaker Mahmoud Hamza (in arabo شاكر محمود‎?; 5 maggio 1960) è un ex calciatore iracheno, di ruolo centrocampista.

## Carriera
Con la Nazionale irachena ha partecipato ai Mondiali 1986 disputando una partita.